# Ocean Rain
Az 1984-es Ocean Rain az Echo & the Bunnymen negyedik nagylemeze. A brit albumlistán 4. helyig, Amerikában a 87. helyig jutott a Billboard 200 listán, míg Kanadában a 41. helyet szerezte meg. A svéd albumlistán a 22. helyig jutott. Az Egyesült Királyságban aranylemez lett. Szerepel az 1001 lemez, amit hallanod kell, mielőtt meghalsz című könyvben.
A dalok 1983 során íródtak, az album nagy részét 1984 elején rögzítették Párizsban egy harmincöt-tagú együttessel. További munkálatok Bathben és Liverpoolban zajlottak. A kritikusok vegyes véleménnyel voltak a lemezről, mely először LP-n és kazettán, majd augusztusban CD-n is megjelent.

## Az album dalai
|    | Cím              | Szerző(k)                                                    | Hossz |
| -- | ---------------- | ------------------------------------------------------------ | ----- |
| 1. | Silver           | Will Sergeant, Ian McCulloch, Les Pattinson, Pete de Freitas | 3:22  |
| 2. | Nocturnal Me     | Sergeant, McCulloch, Pattinson, de Freitas                   | 4:57  |
| 3. | Crystal Days     | Sergeant, McCulloch, Pattinson, de Freitas                   | 2:24  |
| 4. | The Yo Yo Man    | Sergeant, McCulloch, Pattinson, de Freitas                   | 3:10  |
| 5. | Thorn of Crowns  | Sergeant, McCulloch, Pattinson, de Freitas                   | 4:52  |
| 6. | The Killing Moon | Sergeant, McCulloch, Pattinson, de Freitas                   | 5:50  |
| 7. | Seven Seas       | Sergeant, McCulloch, Pattinson, de Freitas                   | 3:20  |
| 8. | My Kingdom       | Sergeant, McCulloch, Pattinson, de Freitas                   | 4:05  |
| 9. | Ocean Rain       | Sergeant, McCulloch, Pattinson, de Freitas                   | 5:12  |

## Közreműködők
- Ian McCulloch – ének
- Will Sergeant – gitár, szitár
- Les Pattinson – basszusgitár
- Pete de Freitas – dob
- Adam Peters – zongora, cselló
- Alan Perman – csembaló
- Luvan Kiem – klarinét

## Fordítás
Ez a szócikk részben vagy egészben az Ocean Rain című angol Wikipédia-szócikk ezen változatának fordításán alapul.  Az eredeti cikk szerkesztőit annak laptörténete sorolja fel. Ez a jelzés csupán a megfogalmazás eredetét és a szerzői jogokat jelzi, nem szolgál a cikkben szereplő információk forrásmegjelöléseként.